# ハンス・ラムバーグ
ハンス・ラムバーグ（Hans Ramberg、1917年3月15日 - 1998年5月）はノルウェー生まれで、スウェーデンのウプサラ大学などで研究した地球物理学者である。地球の構造やテクトニクスの分野で貢献した。
ノルウェーのトロンハイムに生まれた。1946年にオスロ大学で博士号を得た。1947年からグリーンランドの調査に参加し1952年からアメリカ合衆国のシカゴ大学の鉱物学の教授を務めた。1961年から1982年までスウェーデンのウプサラ大学の教授を務めた。

## 受賞歴
- 1943年: ロイシュ・メダル(Reuschmedaljen)（ノルウェー地質学会）
- 1968年: Assar Haddings pris（ルンドの王立地学協会）
- 1969年: セルシウス金メダル（ウプサラのスウェーデン王立科学協会）
- 1972年: ウォラストン・メダル（ロンドン地質学会）
- 1973年: Royal Academy of Science Prize(Sweden)
- 1976年: アーサー・L・デイ・メダル（アメリカ地質学会）
- 1980年: Bjorkenske Prize（ウプサラ大学）
- 1983年: アーサー・ホームズメダル（ヨーロッパ地球科学連合）

## 著書
- "Origin of Metamorphic and Metasomatic Rocks", University of Chicago Press, Chicago,1952.
- "Gravity, deformation and the Earth's Crust", Academic Press, Londres,1967.